# Біржа
Бі́ржа (нім. Börse, від пізньолат. bursa — «гаманець, калита», звідси також бурса) — організований торгівельний майданчик, на якому відбувається гуртова торгівля товарами або цінними паперами у вигляді стандартизованих біржових угод. На біржі укладаються угоди по біржових товарах, в результаті чого утворюється динаміка ціни тільки під впливом ринкового попиту та пропозиції, що дає змогу орієнтуватися учасникам ринку та прогнозувати хід торгів в майбутньому.
В наш час біржа — юридична особа, що забезпечує регулярне функціонування організованого ринку товарів, валют, цінних паперів, похідних фінансових інструментів. Біржа гарантує виконання угод, кожен член біржі проходить процедуру лістингу, де перевіряються повністю всі дані про компанію — від фінансової звітності, до моральних якостей керівника. Все це мінімізує ризики щодо невиконання угод та робить торгівлю на біржі більш зручною та впевненою.
Залежно від активів якими торгує біржа, їх поділяють на:
- товарні
- фондові
- валютні
- ф'ючерсні
- універсальні
- криптовалютні

Біржа може мати біржовий склад, що сертифікується і контролюється біржою, і за договором з нею обслуговує процедуру виконання поставки товару за ф'ючерсними контрактами.

## Історія
Біржі беруть початок від купецьких сходок в італійських містах 13—14 ст., а пізніше в торговельних містах інших країн Західної Європи. В світовій торгівлі 17 ст. велику роль відіграла Амстердамська біржа, де сформувались основні типи біржових операцій, відомих у сучасних капіталістичних країнах. Біржі бувають товарні і фондові. Товарні біржі з розвитком капіталізму стали центром гуртової торгівлі, де продаються і купуються масові однорідні товари (бавовна, цукор, кава, зерно, метал, каучук та ін.) за зразками і стандартами. На товарних біржах зосереджуються попит і пропонування цих товарів у масштабі даної країни, а іноді і всього світового ринку. Товари на біржі безпосередньо не представлені, і угоди на їхню доставку укладаються на певний строк і за певну ціну; при цьому продавець розраховує, що ціна на товар до встановленого строку впаде і він матиме різницю в цінах, а покупець розраховує на підвищення ціни. Найбільші товарні біржі — Чиказька (США) і Ліверпульська (Англія).
Фондові біржі зосереджують більшу частину купівлі і продажу акцій та облігацій підприємств і облігацій державних позик. Діяльність біржі сприяє залученню грошового капіталу капіталістичного господарства, а можливість продажу акцій і облігацій на фондовій біржі прискорює обіг капіталу і переміщення його з однієї галузі в іншу. На фондовій біржі майже щохвилини реєструються і оголошуються на рухомій стрічці курси, за якими корпорації продають або купують цінні папери. На найбільшій у США Нью-Йоркській фондовій біржі (заснована у 1792) умови угод негайно телеграфують в 472 великі міста США, Канади та інших країн. На фондовій біржі відбувається спекуляція цінними паперами, зв'язана з частим коливанням їхнього курсу. Ці коливання відбивають стан виробництва, ринкову кон'юнктуру і політичні події. В періоди назрівання економічних криз звичайно спостерігаються кризи і на фондовій біржі, що виявляється в різкому падінні курсів цінних паперів. Великі фондові біржі, крім Нью-Йорка, є в Лондоні і Парижі.
В Російській імперії, в тому числі в Україні, в 1914 році було 82 біржі; найбільші з них — Петербурзька (заснована в 1703), Одеська (1796), Варшавська (1816), Кременчуцька (1834), Московська (1837), Київська (1865), Харківська (1868). Біржова торгівля найбільш розвинулася в пореформений період з розвитком капіталізму. Біржі в Україні, як і більшість їх у Росії, були переважно товарними (єдиною фондовою біржою в Росії була Петербурзька). Певне значення мала торгівля цінними паперами на Московській, Одеській, Київській і Харківській біржах. У Києві найбільше біржових операцій провадилося з цукром і акціями цукрових заводів, в Одесі — з хлібом та іноземною валютою.

## Біржі України

### Біржі України в XIX— на початку XX століть
В Україні біржі виникли в XIX — на початку XX століть.
Товарно-фондовими були Київська, Одеська, Харківська та Львівська біржі.
На початку XIX ст. на українських землях в складі Російської імперії головними центрами товарно-грошового обігу були ярмарки. У Європі ще в XVI—XVII ст. на зміну ярмаркам прийшли біржі — організовані та контрольовані державою центри гуртової торгівлі.
У 1796 році в Одесі була створена перша в Україні біржа, яка обслуговувала головним чином іноземних негоціантів і діяла на постійній основі за європейським зразком. 20 липня 1848 р. було затверджено Положення про Біржовий комітет Одеської біржі, а також Статут біржі. Одеська біржа займаючись торгівлею сільськогосподарською сировиною та промисловими виробами переважно обслуговувала торговий капітал, орієнтований на міжнародну торгівлю. Промисловий капітал довгий час обмежувався торгівлею на ярмарках.
Після відміни 19 лютого 1861 р. кріпосного права розпочався новий етап розвитку ринкових відносин в Україні. Протягом 1856—1865 років в Україну було ввезено промислових виробів (машин і інструментів) на 7,5 млн рублів. На цій основі розпочався бурхливий розвиток добувної та обробної промисловості. У сільському господарстві зростала врожайність зернових і технічних культур. Розвивалась кредитна система, що дало можливість підприємцям скористатись позиками для створення нових підприємств. У цих умовах виникла необхідність у постійних ринках сировини, матеріалів, продукції, цінних паперів і валюти, що сприяло розвитку бірж.
У 1869 році в Києві була відкрита біржа де відбулися перші торги сільськогосподарською сировиною та продуктами її переробки. Впродовж 1873—1893 років обсяги продажів на Київській біржі зросли з 4 524 тис. до 90 890 тис. рублів. Київська біржа стала основним центром гуртової торгівлі цукром. На початку ХХ сторіччя через Київську біржу було продано більше половини цукру, виробленого в Україні, і не менше однієї третини цукру Російської імперії.

Біржі в Україні працювали до початку Першої світової війни. Згодом вони були закриті урядом Російської імперії під приводом боротьби з відпливом капіталу за межі імперії.

### Біржі України на початку XXI століття
Нині в Україні знову відроджені ринкові відносини між суб'єктами господарювання, внаслідок чого біржі отримали нове життя. Проте сучасні українські товарні, товарно-сировинні й агропромислові біржі так і не перетворилися на провідні центри ринкового обміну. Тому вони не відіграють належної ролі як у внутрішній, так і в зовнішній гуртовій торгівлі.
На 1 жовтня 2010 року в Україні зареєстровано 550 бірж. Практичну діяльність здійснювали 345 бірж, серед них універсальних, товарно-сировинних і товарних — 294 біржі, нерухомості та агропромислових — по 17, фондових бірж та їх філій — 15, а також по одній валютній та спеціалізованій біржі.
За результатами діяльності 9 місяців 2010 року (дані Держкомстатистики станом на 1 жовтня 2010 року) першу п'ятірку за обсягом укладених угод складали такі біржі:
| № | Біржа                                  | Обсяг угод, млн. ₴ | Обсяг угод,% від загальнодержавного обсягу | К-сть угод, тис. | Середня вартість, тис. ₴ |
| - | -------------------------------------- | ------------------ | ------------------------------------------ | ---------------- | ------------------------ |
| 1 | «ПФТС»                                 | 43 607,7           | 36,0                                       | 233,5            | 186,7                    |
| 2 | «Українська біржа»                     | 24 186,0           | 19,9                                       | 134,9            | 17,9                     |
| 3 | Фондова біржа «Перспектива»            | 16 712,1           | 13,8                                       | 24,2             | 691,6                    |
| 4 | Українська універсальна біржа          | 9 492,3            | 7,8                                        | 1,7              | 5 711,4                  |
| 5 | Українська міжбанківська валютна біржа | 5 973,8            | 4,9                                        | 1,5              | 4 025,5                  |

За результатами діяльності 9 місяців 2012 року (дані Держкомстатистики станом на 1 жовтня 2011 року) лідерами за обсягом укладених угод на товарному біржовому ринку стали такі біржі:
| № | Біржа                                 | Обсяг угод, млн. ₴ | Обсяг угод, % від загальнодержавного обсягу | К-сть угод, тис. | Середня вартість, тис. ₴ |
| - | ------------------------------------- | ------------------ | ------------------------------------------- | ---------------- | ------------------------ |
| 1 | Аграрна біржа                         | 77 095,1           | 90,1                                        | 10 894           | 7 076,8                  |
| 2 | Товарна біржа "Перша незалежна біржа" | 4 654,0            | 5,4                                         | 933              | 4988,3                   |

## Види біржових угод і операцій
На ринку реального товару:
- Спот
- Форвард

На строковому ринку:
- Ф'ючерс
- Опціон
- Своп
- Довга позиція (купівля фінансового інструменту — акції, облігації, валюти, ф'ючерси, опціони тощо — у розрахунку на зростання його вартості)
- Короткий продаж (продаж без покриття, тобто беруться в борг цінні папери і продаються з розрахунку на падіння їх вартості, передбачається викуп подешевшав активу та повернення кредитору)